# Los conserjes de San Felipe
Los conserjes de San Felipe es la última obra dramátca de José Luis Alonso de Santos. Se publica en 2011, pero su estreno no se produce hasta 2012 por la compañía Centro Dramático Nacional.

## Argumento
En los días previos a la jura de la Constitución española de 1812, un grupo de conserjes y dos señoras de la limpieza del sitio donde los diputados firmarán la constitución, planean robarla para chantajear a los diputados y conseguir que se les pague por su trabajo. Pero otros la roban antes y van hacia El Puerto de Santa María a recuperarla.
Chirigota, jocosidad, ambiente popular, tono burlesco, punto de vista de personajes históricamente anónimos, plebeyos, refleja el contexto de la España del siglo XIX. Recuerda al esperpento valle inclanesco y a las pinturas negras de Francisco de Goya y Lucientes. La crítica a las contienda entre afrancesados y conservadores, a las autoridades desligadas del pueblo que lucha por representarlas está implícita tras la comicidad y el tono desenfadado.

## Representaciones
Se estrena en el Teatro Español el 19 de septiembre de 2012 dirigida por Hernán Gené, bajo la producción del Centro Dramático Nacional y del Consorcio para la Conmemoración del Bicentenario de la Constitución de 1812, se enmarcó en el proyecto La vía del actor del Laboratorio Rivas Cherif.